# Universidad Mundiapolis

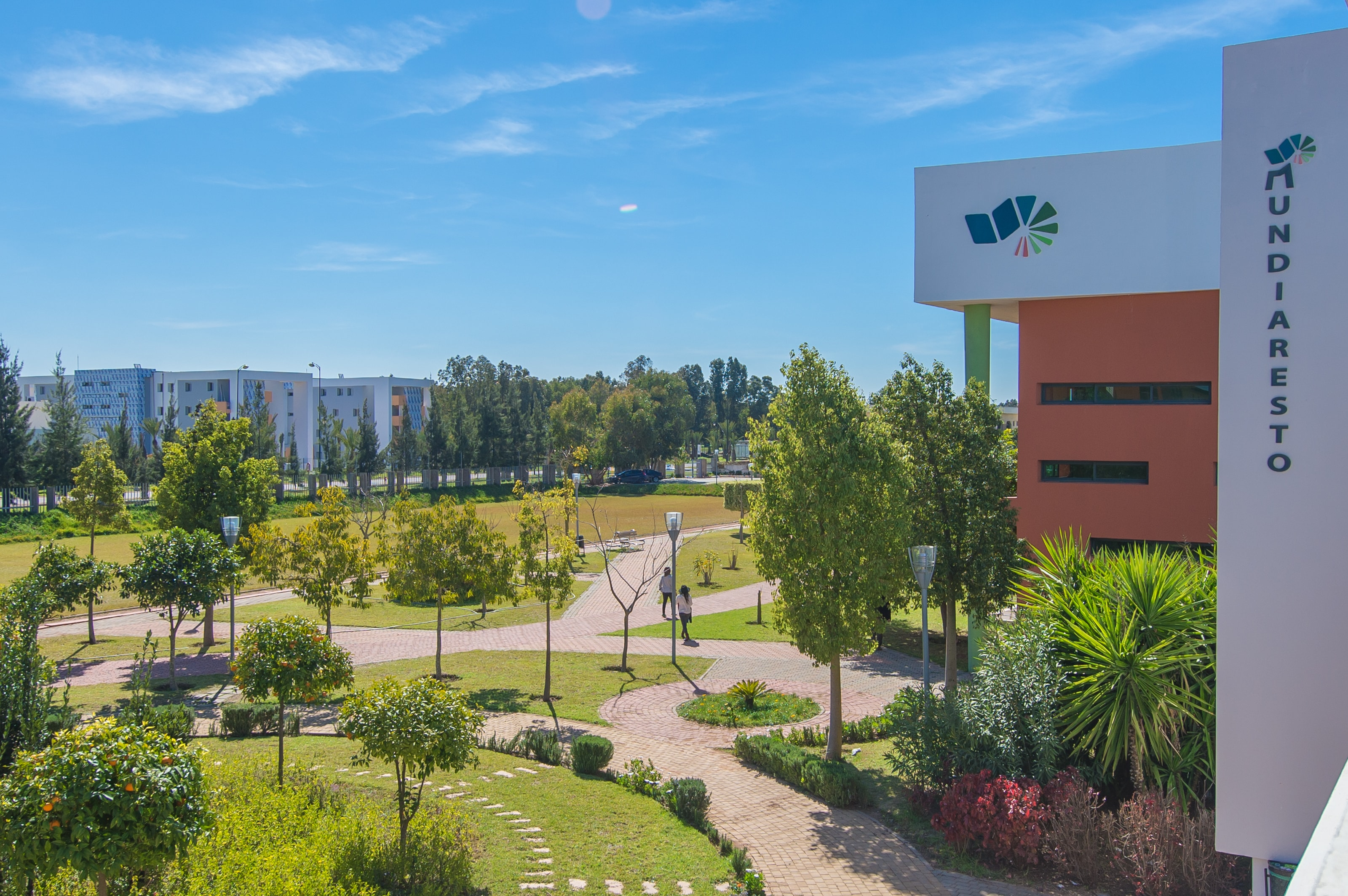
Campus de Nouacer.

La Universidad Mundiapolis de Casablanca (en árabe: جامعة العالمیة‎ ) es una universidad privada de Casablanca, fundada en 1996.
Es miembro fundador de la red Honoris United Universities, la primera red panafricana de educación superior privada.

## Historia
1996 : Creación de Polyfinance, la primera escuela especializada en Ingeniería financiera de Marruecos.
1999 : Creación del Instituto de la Dirección y Gestión de Empresas y del Derecho de la Empresa (IMADE), el primer instituto especializado en el derecho de los asuntos de Marruecos.
2009 : Fusión de las 3 escuelas para dar nacimiento en la Universidad Mundiapolis Casablanca, primer campus privado multidisciplinar de Marruecos.
2012 : Reconocimiento oficial del estado de la  Universidad privada Label. 

## Instalaciones
La Universidad Mundiapolis cuenta con 2 campus universitarios: el campus de Nouaceur en una superficie de 3 hectáreas y el campus de Roudani en el corazón de la capital económica.  
La Universidad Mundiapolis reagrupa 6 polos de enseñanza : 
- Facultad de las Ciencias de la Salud,
- Escuela de Ingeniería,
- Escuela de Negocios,
- Instituto de las Ciencias Políticas, Jurídicas y Sociales,
- Centro de Clases Preparatorias,
- Centro de Formación Ejecutiva